# 宋平郡
宋平郡，南朝劉宋設置的郡。《宋書·州郡志》、《南齊書·州郡志》記載，宋孝武帝世，分日南郡立宋平縣，後改為郡。屬廣州，治宋平（今越南河內市），下領昌國縣（舊稱宋平）、義懷縣、綏寧縣3縣。齊、梁、陳因之。隋朝開皇九年（589年）平陳，廢宋平郡置宋平縣。